# Macchi C.200 Saetta
Macchi C.200 Saetta (còn có tên gọi khác là MC.200) (tiếng Ý: tia chớp) là một loại máy bay tiêm kích trong Chiến tranh Thế giới II, do hãng Aeronautica Macchi ở Ý chế tạo, nó được trang bị rộng rãi trong biến chế của Regia Aeronautica (Không quân Ý). MC.200 có khả năng cơ động tốt. Độ ổn định đặc biệt trong khi bổ nhào vận tốc lớn, nhưng nó không được trang bị động cơ và vũ khí mạnh như một loại tiêm kích hiện đại vào thời đó.
Từ khi Ý tham chiến vào 10/6/1940, cho đến hiệp ước đình chiến ngày 8/9/1943, C.200 là loại máy bay đã tham gia nhiều phi vụ nhất trong không quân Ý. Saetta đã tham chiến ở Hy Lạp, Bắc Phi, Nam Tư, qua Địa Trung Hải và Nga. Máy bay được làm hoàn toàn bằng kim loại, động cơ làm mát bằng không khí, đây là một mẫu máy bay lý tưởng cho nhiệm vụ cường kích và tiêm kích-bom. Trên 1000 chiếc đã được chế tạo đến khi chiến tranh kết thúc.

## Biến thể
M.C. 200 (mẫu thử)
2 mẫu thử lắp động cơ Fiat a.74 RC 38 623 kW (840 hp).
M.C. 200
Phiên bản tiêm kích đánh chặn, tiêm kích bom.
M.C.200bis
Phiên bản đề xuất của Breda lắp động cơ Piaggio P.XIX R.C.45 công suất 880 kW (1,180 hp) trên độ cao 4,500 m (14,800 ft).
M.C.200AS
Phiên bản cho Chiến dịch Bắc Phi.
M.C.200CB
Phiên bản tiêm kích-bom, mang được 320 kg (710 lb) bom hoặc thùng nhiên liệu phụ (khi làm nhiệm vụ tiêm kích hộ tống).
M.C.201
Phiên bản đề xuất đế đáp ứng nhu cầu của Regia Aeronautica nhằm thay thế C.200.

## Quốc gia sử dụng
Đức
- Luftwaffe

 Ý
- Regia Aeronautica

## Tính năng kỹ chiến thuật (Macchi C.200)[7]and[8]

### Đặc điểm riêng
- Tổ lái: 1
- Chiều dài: 8,25 m (27 ft 1 in)
- Sải cánh: 10,58 m (34 ft 8 in)
- Chiều cao: 3,05 m (10 ft 0 in)

Macchi MC.200 Saetta

- Diện tích cánh: 16,82 m² (181,00 ft²)
- Trọng lượng rỗng: 1.964 kg (4.330 lb)
- Trọng lượng có tải: 2.200 kg (4.840 lb)
- Trọng lượng cất cánh tối đa: 2.395 kg (5.280 lb)
- Động cơ: 1 × Fiat A.74 R.C.38, 650 kW (870 hp)

### Hiệu suất bay
- Vận tốc cực đại: 504 km/h (313 mph)
- Tầm bay: 570 km (354 mi)
- Trần bay: 8.900 m (29.200 ft)
- Vận tốc lên cao: 15,3 m/s (3.030 ft/phút)
- Lực nâng của cánh: 131,7 kg/m² (26,9 lb/ft²)
- Lực đẩy/trọng lượng: 0,286 kW/kg (0,176 hp/lb)

### Vũ khí
- 2 khẩu súng máy Breda-SAFAT 12,7 mm (.5 in)
- Mang được các loại bom: 8× 15 kg (33 lb) hoặc 2× 50, 100, hoặc 150 kg (110, 220, or 330 lb)